# Prêmio Multishow de Música Brasileira para Axé e Pagodão do Ano
Prêmio Multishow de Música Brasileira para Axé e Pagodão do Ano é um prêmio dado anualmente no Prêmio Multishow de Música Brasileira, uma cerimônia que foi estabelecida em 1994 e originalmente chamada de Prêmio TVZ. A Categoria Axé e Pagodão do Ano foi criada em 2023 como parte de uma reformulação nas normas da Academia do Prêmio Multishow. Anteriormente, o prêmio de Música do Ano englobava diversos ritmos musicais em uma única categoria. No entanto, a partir de 2023, essa categoria foi ramificada, dando origem a 11 novas categorias, cada uma dedicada a um estilo musical específico, incluindo axé e pagodão.
Essa mudança visou reconhecer a diversidade de gêneros presentes na música brasileira e dar maior espaço a estilos populares, que tem uma presença significativa no cenário musical do país. A Categoria Axé e Pagodão do Ano destaca as músicas de maior impacto dentro do gênero, premiando artistas que contribuem para a evolução e popularidade dos gêneros no Brasil.

## Vencedores e indicados
| Ano  | Vencedor(a)                                | Indicados | Ref.  |
| ---- | ------------------------------------------ | --- | ----- |
| 2023 | "Zona de Perigo" – Leo Santana             | - "Cria da Ivete (Ao Vivo)" – Ivete Sangalo - "Dejavú" – Àttooxxá com part. de Liniker - "Pitbull Enraivado" – Oh Polêmico - "Posturado e Calmo" – Leo Santana - "Soca Fofo" – A Dama                         | [ 8 ] |
| 2024 | "Macetando" – Ivete Sangalo part. Ludmilla | - "Nego Doce" – O Kannalha - "Perna Bamba" – Parangolé part. Leo Santana - "Seus Recados" – Ivete Sangalo e Liniker - "Tá Gostosin" – Àttøøxxá e É o Tchan! - "Tranca Rua" – Àttøøxxá feat. Baco Exu do Blues | [ 9 ] |